# Santa Constanza (Museo Catedralicio de Orense)
Santa Constanza es una obra anónima realizada hacia 1556. Está ubicada en el Museo Catedralicio de Orense (Galicia, España).

## Historia

### Francisco Manrique de Lara
Francisco Manrique de Lara, quien donó la obra a la Catedral de Orense,: 178  nació en 1503, hijo de Pedro Manrique de Lara «El Forte», gran duque de Nájera, y de su esposa Inés de Mendoza y Delgadillo. En 1515, año de la muerte de Pedro, y por deseo de este, Francisco inició su carrera eclesiástica; recibió una muy esmerada instrucción por parte de su tío, el cardenal Íñigo López de Mendoza y Zúñiga, obispo de Burgos, quien, considerándolo un joven apuesto, dispuso que se pusiese al mando de trescientos imperiales para combatir a los partidarios de los comuneros, abandonando Francisco finalmente el estado secular para dedicarse por entero a la Iglesia. Llegó a gozar del favor de Carlos I, quien lo nombró capellán mayor de la Capilla Real de Granada además de solicitarle que impartiese la misa siempre que estuviese presente en la corte. En 1529 se trasladaría a Italia y Alemania siguiendo al monarca, quien le otorgaría el puesto de embajador de España en Francia en 1541, año en que tuvo lugar la Jornada de Argel. A modo de recompensa por los servicios prestados, Francisco fue propuesto para el cargo de obispo de Orense, el cual ejerció desde el 29 de marzo de 1542 hasta el 24 de abril de 1556, momento en que fue nombrado obispo de Salamanca, puesto que ocupó hasta el 26 de junio de 1560. Tras haber sido propuesto ese mismo año para la sede episcopal de Sigüenza, falleció en Toledo el 11 de noviembre, recibiendo sepultura en el Monasterio de San Juan de los Reyes, lugar al que se había desplazado rumbo a ocupar su nuevo cargo.

### Hagiografía
De acuerdo con la leyenda, Santa Constanza fue una de las once mil vírgenes que padecieron martirio en el siglo iv junto a Santa Úrsula, hija de Donatu, rey de Gran Bretaña. Esta última consagró su virginidad a Dios en secreto, lo que originó un conflicto cuando un príncipe pagano de nombre Etéreo pidió su mano en matrimonio. La santa, no queriendo rechazarle con el fin de evitar una guerra, y por consejo de un ángel que se presentó ante ella en un sueño, accedió a las pretensiones del joven bajo dos condiciones: que el príncipe se convirtiese al cristianismo y que el enlace fuese pospuesto por tres años, a cuyo término ambos iniciarían un peregrinaje a Roma. Sumado a esto, Úrsula solicitó un séquito de mil doncellas para ella más otros diez séquitos de mil doncellas, uno para cada una de las diez mujeres que componían su corte, todo ello con el fin de que las damas convirtiesen la virginidad de la joven en un don de consagración. Transcurridos los tres años de plazo, la santa, junto con sus once mil acompañantes, subió a bordo de un flota compuesta por un total de once navíos rumbo al continente; estos barcos, impulsados por una fuerte tormenta, subieron por el río Rin hasta llegar a Colonia, arribando poco después a Suiza, desde donde Úrsula prosiguió a pie, siempre acompañada por su séquito. Una vez en Roma, fue recibida por el papa Ciriaco, pasando nuevamente por Colonia a su regreso, momento en que tanto ella como sus compañeras cayeron víctimas de los hunos al negarse a perder su virginidad; Atila, quien dispuso una muerte cruel para las once mil vírgenes, trató de salvar la vida de Úrsula, de quien se había enamorado y a la que quería tomar por esposa. Debido al rechazo de la joven a desposarse con Atila, este ordenó que la santa fuese ejecutada con flechas; poco después, y gracias a este sacrificio, los hunos serían expulsados de Colonia. De acuerdo con Santiago de la Vorágine, la cifra de mártires sería de veintiséis mil:

Debe recordarse que en entre estas once mil vírgenes había muchos hombres, porque al Papa Ciríaco y otros obispos, y el rey Eterio, con otros señores y caballeros, les acompañaron muchos servidores. Y me han informado en Colonia que tanto hombres como mujeres sufrieron martirio, hasta quince mil. Entonces el número de esta santa multitud, de vírgenes y hombres santos, era de veintiseís mil, a quienes roguemos a nuestro señor nos tenga misericordia.: 488 

A mayores, según de la Vorágine, Santa Constanza era hija de Doroteo, rey de Constantinopla,: 488  dato del que se hizo eco el capitán Pedro María Heredia y Río en el siglo xix al hablar de Santa Gerasina:

De esta Santa dicen las revelaciones de Santa Isabel que era de gran sabiduría, y que inspirada por la virtud Divina, y avisada del Padre de Santa Úrsula su Sobrina, fué a Inglaterra con estas sus quatro hijas y un hijo, y por sus consejos fué colectado y ordenado aquel Sagrado Exercito, y fué su guia en sus peregrinaciones por sus consejos, y con él martyrizada. Doroteo Padre de Santa Constancia Rey de Grecia dicen también que era su hijo mayor.: 20 

### Relicario
La obra, consistente en un relicario, fue facturada en torno a 1556, después de que Francisco hubiese partido rumbo a Salamanca para ocupar la sede episcopal que acababa de obtener, pues en el relicario figura inscrito que la seo orensana fue «su primera esposa». Esta circunstancia induce a pensar que la pieza pudo haber sido creada por talleres castellanos,: 418  sobre todo teniendo en cuenta el gran parecido que este relicario guarda en lo relativo a la hechura con, entre otros, el relicario de San Sebastián custodiado en la Catedral de Toledo, el relicario de San Vicente guardado en el Monasterio de San Pedro el Viejo en Huesca, y el relicario de Santa Eufemia conservado en el Museo de la Ciudad de Antequera, todos de escuela castellana y facturados los dos primeros en el siglo xv y el tercero en el siglo xvi. Sin embargo, José Hervella Vázquez, Ramón Yzquierdo Perrín y Miguel Ángel González García consideran que la pieza pudo haber sido elaborada en Alemania o Flandes dadas las semejanzas con otros relicarios de dicha procedencia,: 178  como el relicario de San Valentín venerado en la Iglesia de San Valentín de Kiedrich o un relicario de Santa Inés conservado en una colección privada en Lieja. No obstante, la autoría de la pieza por parte de talleres castellanos parece ser la hipótesis más factible, con Salamanca como el origen más probable por ser este el destino del donante en las fechas en que el relicario fue facturado. Esta ciudad castellanoleonesa era para mediados del siglo xvi un importante foco de producción de arte sacro al existir una demanda notable y constante por parte tanto de los templos como del concejo y la universidad, destacando por otro lado la gran fama de la que ya entonces gozaba la escultura salmantina gracias a artistas de la talla de Alonso Berruguete, Diego de Siloé, Juan de Juni, Francisco Julí, Hans Sibilla, Mateo de Vangorla, Sebastián de Ávila, Lucas Mitata, las familias Falcote, Montejo de Villárdiga, Martín Rodríguez, etc., todos ellos residentes en el territorio por un tiempo, donde dejaron su impronta en mayor o menor medida, difundiendo su arte a su vez por diversos puntos de la península.: 30–31 

### Reliquia

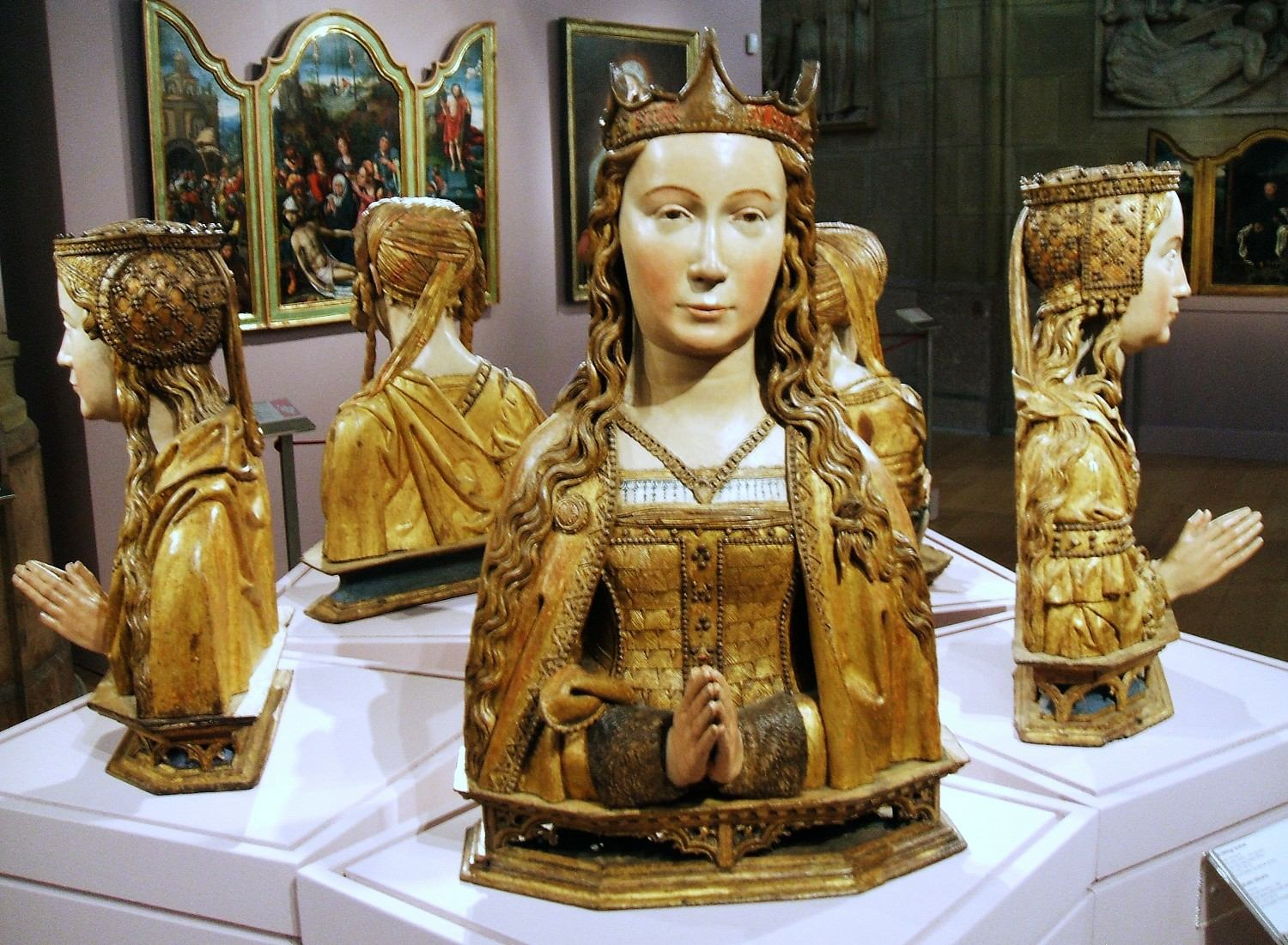
Relicarios de Santa Úrsula y las once mil vírgenes (anónimo, siglo). Museo Diocesano de Arte Sacro de Álava.

La reliquia que la obra alberga en su interior, consistente en un cráneo, fue donada a la catedral orensana por Francisco en 1543; el obispo la trajo a tierras gallegas procedente de Colonia con permiso del papa Paulo III y la regaló a la seo, siendo muy probable que Francisco obtuviese la preciada reliquia con motivo de una legacía encomendada por Carlos I ante Francisco I en 1541, año en que obtuvo el puesto de embajador en Francia.: 418  Respecto a su autenticidad, es muy poco probable que el cráneo pertenezca a una de las acompañantes de Santa Úrsula puesto que las mismas eran once (contando a Úrsula) en vez de once mil, error de traducción que perduró por siglos, no teniendo ninguna de ellas por nombre Constanza de acuerdo con una inscripción presente en el Monasterio de Santa María de San Salvador de Cañas: Marta, Saula, Brítula, Gregoria, Saturnina, Sencía, Pinnosa, Rabacia, Saturia y Paladia.: 9  A mayores, es también altamente improbable que el cráneo perteneciese a la hija de un rey de Constantinopla puesto que no hay constancia de ningún monarca de nombre Doroteo, aunque sí hubo dos emperadores en el siglo iv con una hija llamada Constanza o Constancia: Constantino I y Constancio II, padres respectivamente de Santa Constanza y de Flavia Máxima Constancia, esta última fallecida en 383,: 467  mismo año en que se cree que tuvo lugar el martirio de las once mil vírgenes.
Es preciso destacar que en el siglo xvi hubo un importante tráfico de reliquias en el cual los intermediarios que comerciaban con ellas simplemente proporcionaban el supuesto nombre de la persona a la que pertenecían los huesos, sin aportar datos sobre la vida del fallecido, lo que en el caso de la leyenda de las once mil vírgenes, dada la ausencia de información y la costumbre de vincular a diversas santas de renombre con la hagiografía de Santa Úrsula, dio lugar a una ficticia congregación cristiana que dio su vida en defensa de su fe, detalle que a su vez supuso un doble beneficio para los templos que poseían algunas de estas reliquias, pues por un lado tenían los restos mortales de un santo o santa de reconocida fama mientras que por otro gozaban de tener un estrecho vínculo con la leyenda de Santa Úrsula.: 488  El culto a esta santa y sus compañeras tuvo una enorme repercusión en España; hasta el siglo xvi, la mayor parte de las reliquias de las once mil vírgenes procedía del conjunto conducido al desaparecido Monasterio de San Pedro de Gumiel de Izán desde Colonia por el abad Pedro hacia 1223, ganando impulso el culto a las reliquias vinculadas a la leyenda de Santa Úrsula en dicha centuria gracias a las visitas de los monarcas y, principalmente, a los jesuitas, quienes promovieron activamente la veneración de estos restos como medida para frenar la Contrarreforma. El tráfico de reliquias dio lugar a un negocio muy lucrativo tanto para las iglesias como para particulares pudientes, erigiéndose las mismas como prueba tangible de la alianza entre monarcas tal y como queda demostrado en el intercambio que tuvo lugar entre la comitiva que en 1520 siguió a Carlos I a su ceremonia de coronación en Aquisgrán y la importación de una ingente cantidad de reliquias en la península, destacando en este aspecto los relicarios de Santa Úrsula y las once mil vírgenes.: 13–14 
En consonancia con lo anterior, resulta llamativo que el Convento de San Miguel de Colonia pudiese haber reunido en su momento una colección tan vasta de restos óseos, detalle que despertó las críticas de Martín Lutero y demás partidarios de las corrientes reformistas acerca del culto a las reliquias, las cuales tachaban de falsificaciones dado el extraordinario número de huesos repartidos por toda Europa, destacando una notable proliferación de reliquias, por lo general cráneos y procedentes en su mayor parte de Alemania, durante el siglo xvi tanto de las once mil vírgenes como de los diez mil mártires de Alejandría, varias de las cuales fueron destinadas a diversos puntos de la geografía española, como Galicia, Aragón, Cataluña, Castilla y León, Cantabria y el País Vasco.: 481–482 : 208  Teniendo en cuenta estos datos, es altamente probable que el cráneo custodiado en el Museo Catedralicio se haya vinculado a las once mil vírgenes por el mero hecho de ser, tal vez, parte de uno de los numerosos esqueletos recuperados del cementerio ubicado junto a la Basílica de Santa Úrsula en Colonia, pudiendo habérsele asignado al mismo el nombre de Constanza quizá por figurar este en la lápida, en cuyo caso quedaría equiparado a los corposantos, denominación que reciben los cuerpos de mártires desconocidos de la antigua Roma procedentes de las catacumbas, quienes en múltiples ocasiones compartían nombre con otros santos de mayor fama, con los que a menudo se ha llevado a cabo la mala praxis de identificarlos. El más que dudoso vínculo del cráneo conservado en Orense con la leyenda de las once mil vírgenes queda probado, además de por la muy probable inexistencia de una santa con esta denominación en el séquito de Santa Úrsula, por la presencia de más restos óseos identificados como pertenecientes a otras santas del mismo nombre en diversos lugares de España (Tera, Hortigüela y Játiva), Francia (Excideuil) e Italia (Arienzo y San Donato Val di Comino), lo que demuestra la existencia de varias santas homónimas, de las cuales la hija de Constantino I suele ser erróneamente identificada con la Santa Constanza que según la leyenda sufrió martirio junto a Santa Úrsula.
Cabe destacar que, poco antes de Francisco, Rodrigo Mendoza Manrique, obispo de Orense de 1532 a 1537, año en que pasó a ocupar la sede episcopal de Salamanca, regaló a la Catedral de Toledo la cabeza de otra de las supuestas once mil vírgenes contenida en una herma de madera pintada con flores doradas y decorada con una diadema de plata en la que figura la leyenda ex undecim milibus vriginum. Equipada en la parte posterior con una puerta de plata dorada con una tarjeta, en el hueco que posee en el pecho se halla la reliquia acompañada de un letrero y una carta en la que el obispo afirma «haber trahido esta reliquia de Alemania de orden de dicho Conde Palatino»,: 147  lo que deja abierta la posibilidad de que Francisco obtuviese el cráneo de Santa Constanza en un intento de emular a su predecesor en el cargo. La reliquia fue citada como objeto destacado en el siglo xviii por el obispo Juan Muñoz de la Cueva, quien dejó plasmado que Francisco «traxo à nueftra Iglefia la cabeza de la Gloriofa Virgen, y Martyr Santa Conftancia»,: 175  noticia de la que se haría eco a finales del siglo xix el cronista Benito Fernández Alonso:

Muñóz dice de Manrique, que trajo á Orense la cabeza de Santa Constanza que hoy se conserva en un relicario de la catedral, y que dejó á la iglesia muchas y muy ricas vestiduras sagradas.: 58 

## Descripción

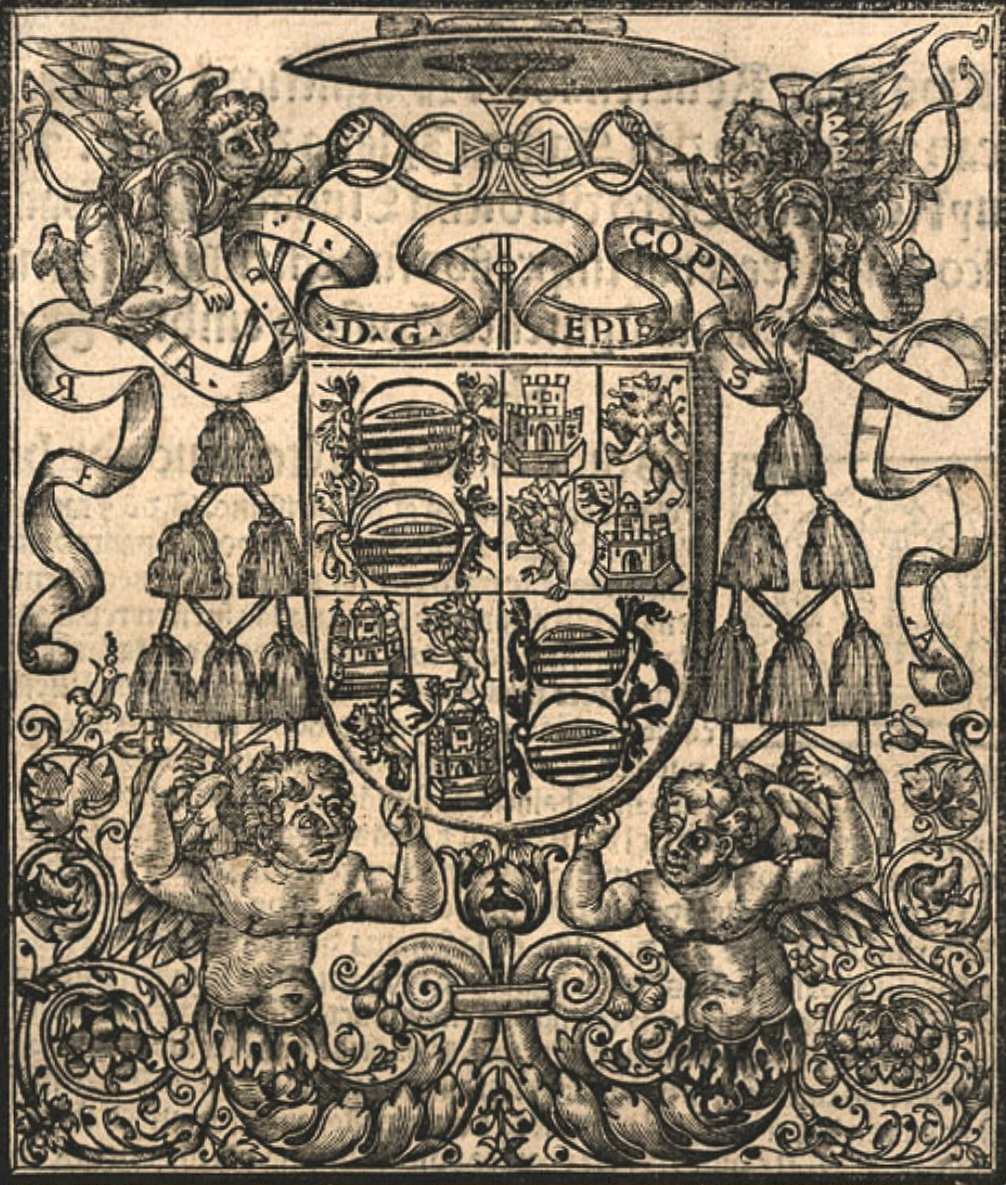
Escudo de Francisco Manrique de Lara en las Constituciones sinodales del obispado de Orense (1544).

La pieza fue brevemente descrita por el historiador José Villaamil y Castro:

Para la [cabeza] de Santa Constanza, traída de Colonia por el obispo don Francisco Manrique de Lara, en 1543, á su iglesia de Orense, se hizo también busto, que se conserva, con larga leyenda en caracteres medioevales, y corpiño, que parece coraza, sobre camisa con mangas acuchilladas.: 208 

El relicario consiste en un busto realizado en madera policromada el cual arranca desde los brazos. Con unas medidas de 45 × 49 × 28 cm, la cabeza se muestra coronada con una diadema compuesta de hojas de laurel en plata postiza con un medallón en el centro que imita una figura infantil sosteniendo una calavera en la mano, todo ello de corte mitológico. Porta unos delicados pendientes en plata y luce cabello largo de marcadas ondulaciones recogido hacia atrás, con algunos mechones cayendo sobre los hombros,: 418  detalle que junto con la corona de laurel lo asemeja a los bustos relicarios de Santa Inés, Santa Águeda y Santa Cecilia conservados en el museo de la Colegiata de San Luis, en Villagarcía de Campos; al busto relicario de Santa Lucía custodiado en la Catedral de Tortosa; y al busto relicario del Velo de la Virgen guardado en el Museo Catedralicio Diocesano de Valencia.: 77  De gran realismo y calidad, el rostro, dotado de una notable lozanía, podría constituir un retrato dado el nivel de detalle que el escultor imprimió a la obra,: 418  la cual, de eminente corte naturalista,: 184  exhibe un vestido bermellón de manga corta abullonada y acuchillada acorde a la moda de entonces. Superpuesto al busto de madera se halla, a modo de coraza, un vestido de plata sobredorada tachonado de flores y presidido en el centro por el escudo del donante, el cual, en estilo francés moderno y dividido en cuatro cuarteles, presenta, en el primer y cuarto cuartel, dos calderas jaqueladas puestas en palo con seis sierpes de salientes, tres de cada lado de las asas (escudo de la Casa Manrique de Lara), mientras que el segundo y el tercero exhiben dos castillos de tres almenas mamposteados y dos leones rampantes coronados, linguados y uñados (escudo de Castilla y León), contando a mayores en el centro con otro escudo francés moderno presidido por un león de idénticas características. Destaca la cuidada técnica de la que hace gala la pieza a la hora de mezclar la madera y la plata, muy esmerada y que deja patente que su factura no es gallega. En el borde superior de la prenda exterior y en la cenefa del cuello de la prenda interior se halla la siguiente inscripción en letras de plata, alusiva a la procedencia de la reliquia:: 418 

CAPUT SANTE CONSTANCE VIRGINIS UNA DE DUODECIM MILIUM VIRGINUM QUOD FRANCISCVS MANRIQUE DE LARA EPS AURIEN DE LICENCIA PONTIFICIS E COLONIA TRAXIT ET SUE PRIME SPONSE AVRIENSI ECCLESIE DONABIT ANO MILESIMO QUINGENTESIM 43.
CABEZA DE SANTA CONSTANZA VIRGEN UNA DE LAS DOCE MIL VÍRGENES QUE FRANCISCO MANRIQUE DE LARA OBISPO AURIENSE CON LICENCIA DEL PONTÍFICE Y COLONIA TRAJO Y DONÓ A SU PRIMERA ESPOSA LA IGLESIA AURIENSE AÑO DE 1543.

## Legado
El relicario tuvo el honor de ser expuesto en la muestra En olor de santidad: relicarios de Galicia, celebrada en 2004 en la Catedral de Orense y en el Convento de Santo Domingo de Bonaval, mientras que el cráneo fue muy popular en su momento al tratarse esta parte del esqueleto de una reliquia insigne, detalle muy estimado entonces que llevó a una destacada presencia del culto a Santa Constanza en Orense; fue una de las santas elegidas para ser talladas por Juan de Angés el Mozo en el coro catedralicio,: 418  obra facturada entre 1587 y 1590, además de contar con fiesta propia (23 de octubre) en el calendario diocesano de 1582, donde figura que «es fiesta doble todo el oficio se toma del común de muchas vírgenes y mártires es secta la oración que la tiene propias del breviario con conmemoración y la nona lección de San Hilarión abad». Pese a que a día de hoy su culto en tierras orensanas está perdido, tanto el busto como la reliquia constituyen una de las piezas más valiosas del Museo Catedralicio, cuya colección fue tasada en 2009 en más de seis millones de euros, además de haber sido en junio del mismo año la obra escogida para figurar en la portada del boletín del obispado. Por su parte, la reliquia que contiene se integra en la amplia colección con la que cuenta la catedral, compuesta por restos de diversos santos, como San Rosendo, San Torcuato, Santa Faustina, San Cosme, San Damián, San Bonifacio, San Vidal, Santa Apolonia, Santa Cecilia, Santa Bibiana y Santa Úrsula, si bien el cráneo de Santa Constanza, junto con unas tablillas de San Eleuterio, son las únicas reliquias de la seo guardadas en bustos relicarios.